# Penka Dilowa
Penka Dilowa (bulgarisch Пенка Дилова; wiss. Transliteration: Penka Dilova; * 18. Februar 1943 in Sofia; † 17. September 1998) war eine bulgarische Opernsängerin (Mezzosopran).

## Leben
Penka Dilowa studierte Gesang an der Staatlichen Musikakademie Sofia bei der Mezzosopranistin Anna Todorova (1892–1972) und dem Tenor Ilija Jossifov (1912–1993). In ihrem dritten Studienjahr wurde sie an die Staatsoper Sofia engagiert, mit deren Ensemble sie Gastspiele in Ungarn, Polen, der Deutschen Demokratischen Republik und der UdSSR gab.
1971 wurde sie Mitglied der bulgarischen Nationaloper Russe (Donau), an der sie fast 30 Jahre engagiert war und zu den führenden Sängerinnen des Hauses gehörte. Dort sang sie insgesamt 55 Partien für Mezzosopran. 1980 erhielt sie eine Einladung für ein Vorsingen an der Mailänder Scala, die sie jedoch aufgrund eines schweren Autounfalls, der eine fast zweijährige Behandlungszeit in verschiedenen Krankenhäusern nach sich zog, absagen musste. 1985 hatte sie ein erfolgreiches Vorsingen an der Scala, wo sie 1986 debütieren sollte, jedoch verweigerten ihr die bulgarischen Behörden das Ausreisevisum in den Westen.
Zu ihren Hauptrollen auf der Opernbühne gehörten die Prinzessin Eboli in Don Carlos, Leonora in La Favorita, Azucena in Il trovatore, Amneris in Aida, Santuzza in Cavalleria rusticana, Dorabella in Così fan tutte sowie die Titelrolle in Die Jungfrau von Orléans von Tschaikowski. 1984 gastierte sie bei den Sommerfestspielen Split in Jugoslawien als Amneris in Aida unter der musikalischen Leitung von Vjekoslav Šutej. Sie hatte außerdem eine erfolgreiche Karriere als Konzertsängerin.
Im Westen wurden sie vor allem durch ihre Mitwirkung in zwei Gesamtaufnahmen russischer Opern, die bei Sony Classical erschienen und jeweils unter der musikalischen Leitung von Emil Tschakarow eingespielt wurden, bekannt. In der 1986 entstandenen Produktion von Boris Godunow (Veröffentlichungsdatum: 1991) sang sie die Schenkwirtin. In Pique Dame, 1988 eingespielt, übernahm sie die Rolle der Gräfin. Das Opern- und Musikmagazin Orpheus rezensierte ihre Interpretation als „imponierend“ und erkannte in Dilowa eine „Gräfin der ganz altmodischen Schule, pastos und charaktervoll“.
Penka Dilowa starb unerwartet im September 1998 an einem Herzinfarkt.